# Kenneth Bowersox
Kenneth Duane Bowersox, detto Sox (Portsmouth, 14 novembre 1956), è un ex astronauta statunitense.
È un veterano dei viaggi spaziali con 5 missioni dello Space Shuttle e una missione di lunga permanenza nello spazio, a bordo della Stazione spaziale internazionale dove ha assunto il comando della Expedition 6.